# 英葡聯盟
英葡联盟（英语：Anglo-Portuguese Alliance，葡语：Aliança Luso-Britânica 或 Aliança Inglesa）于1386年《温莎条约》签署后正式生效，签约双方为英格兰王国（后为联合王国所继承）与葡萄牙王国。两国签署的最早的条约可追述至1373年的《英葡条约》。英葡联盟可能是世界上最古老的、仍然有效的联盟关系，但某些历史学家认为，苏格兰与法兰西于1295年建立的老同盟也依然有效。
自《温莎条约》签署以来，葡萄牙王国与英格兰王国，直至今日的葡萄牙共和国与联合王国，从未在独立且不受他国控制的状态下向对方发动战争，亦或是在战争中加入对方的敌对阵营。在葡萄牙被纳入伊比利亚联盟期间（1580-1640），葡萄牙反对派及流亡政府曾于英格兰寻求庇护。英国也在英西战争（1585-1604）中支持被废黜的葡萄牙王室。
两国之间的联盟极大地影响了两国的军事史。英国曾在半岛战争（1808-1814）中抗击法军，这也是其在拿破仑战争中参与的最重要的路上军事行动。葡萄牙也在英國需要的时候（如第一次世界大战）伸出援手。如今，葡萄牙与英国也都是北大西洋公约組織（北约，NATO）的成员。

## 中世纪

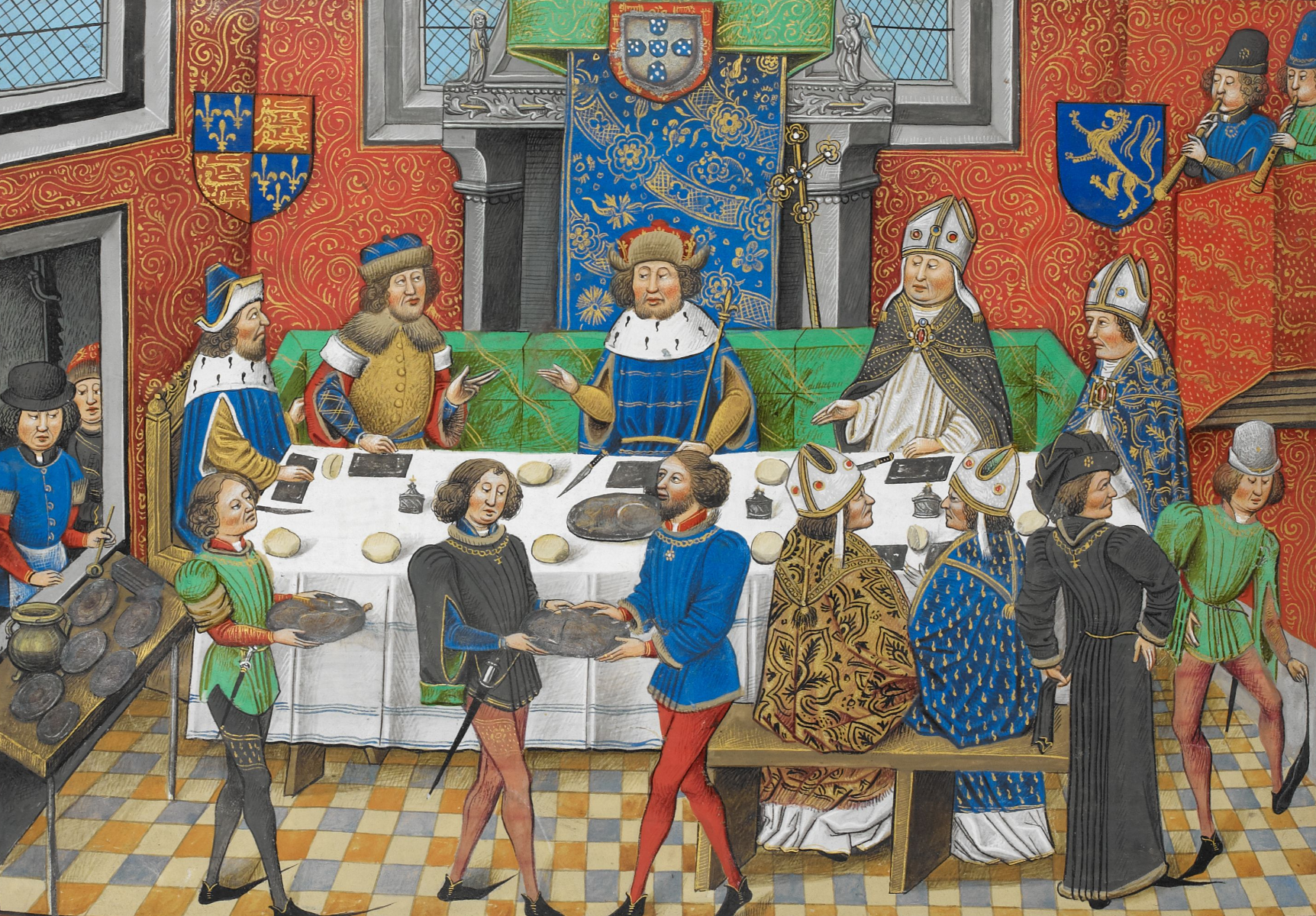
岡特的約翰與若奧一世

## 联盟的中断与重建
在伊比利亚联盟(1580-1640)，一个葡萄牙和西班牙之间60年的共主聯邦中断了该联盟。所以，葡萄牙和英国在英西戰爭和荷兰和葡萄牙的战争中敵對。該聯盟在葡萄牙復國战争後恢復。

## 17至19世纪

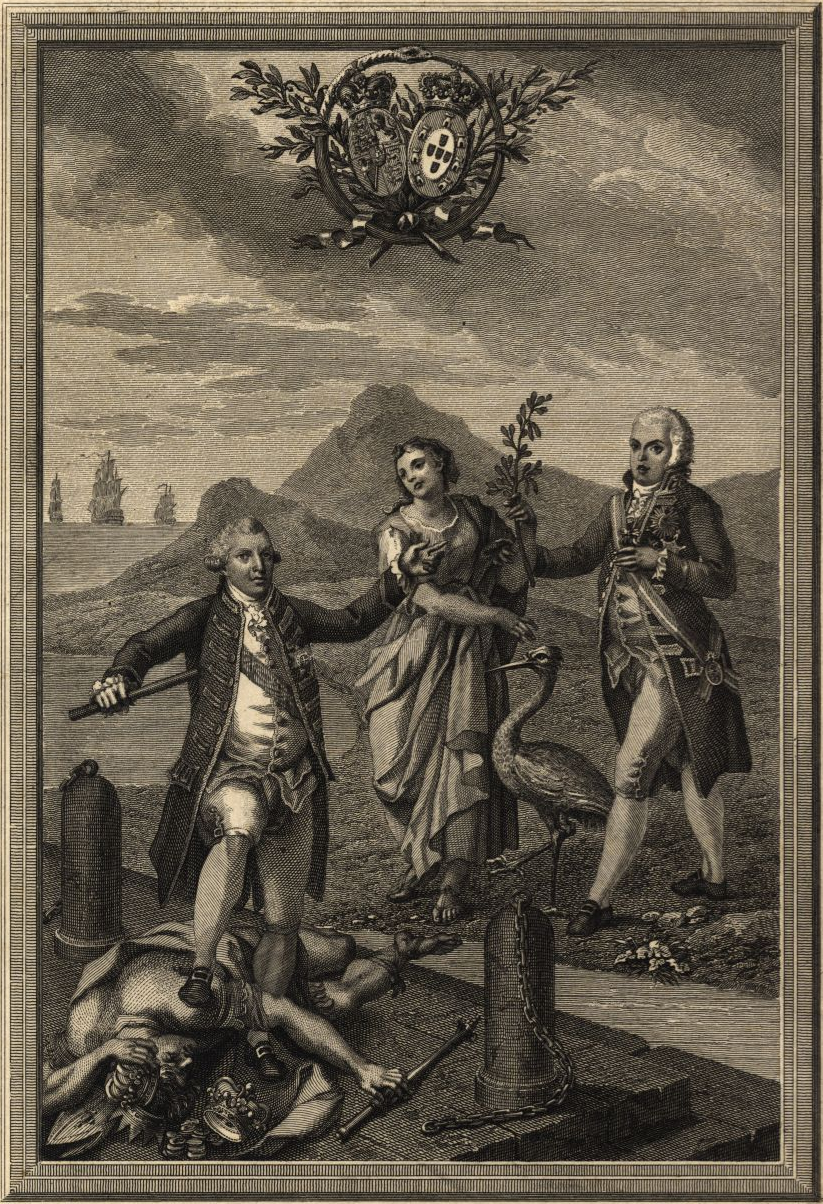
英國的乔治三世和葡萄牙的约翰六世

伊比利亚联盟解散後,该联盟再次得到認可，主要是由于两国各自与西班牙、荷兰和法国在欧洲和海外的競爭。 在此期间，重要的集在该联盟是：

### 英葡兩國在中國殖民
1557年,1841年、及1898年，英國及葡萄牙先後於廣東省沿岸和珠江口兩側建立香港及澳門兩座貿易城巿，而現今香港及澳門均已在1997年7月1日及1999年12月20日先後被政權移交至中國成為特別行政區，並且結束152及442年的統治。

## 20世纪
在20世纪期间，该《条约》援引了几次：

### 第一次世界大战
- 在德国入侵葡屬东非後,葡萄牙在第一次世界大战的西方戰線同協約國同一陣線。[2]

### 第二次世界大战
第二次世界大战时葡萄牙虽在战争中保持中立，但亦曾借出基地给英国为首的盟军。

## 现代
今天,这两个国家是北约的成员,他们的关系在很大程度上是通过这些机构协调,而不是通过双边条约。